# 그제구르즈키
그제구르즈키(폴란드어: Grzegórzki)는 폴란드 마워폴스카주 크라쿠프를 구성하는 18개의 구 중 하나다. 도시 중심부에 위치해 있다. 그제구르즈키라는 이름은 현재 이 구에 속해 있는 동명 오시에들레에서 유래한다.